# Furacão Flossie (2007)
O furacão Flossie foi a sexta tempestade nomeada, o segundo furacão e o primeiro grande furacão de temporada de furacões no Pacífico de 2007. Flossie passou logo ao sul de Big Island, no Arquipélago de Havaí.

## História meteorológica

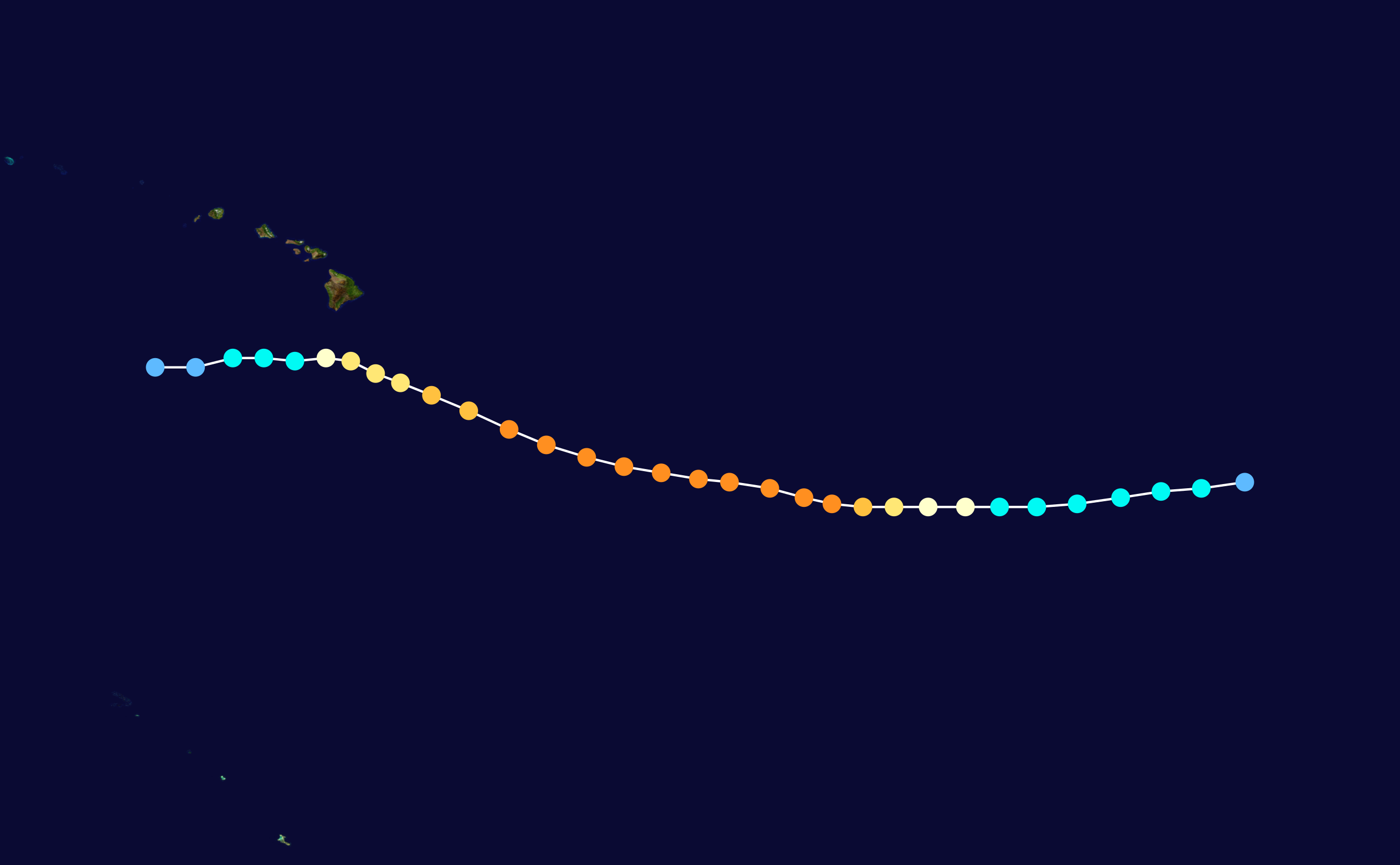
O caminho de Flossie

O furacão Flossie formou-se de uma onda tropical pouco definida que deixou a costa ocidental da África em 21 de Julho. Esta onda cruzou o Oceano Atlântico e o Mar do Caribe formando poucas áreas de convecção profunda e alcançou a América Central em 1º de Agosto. Uma área de distúrbios meteorológicos formou-se em associação com a onda no Oceano Pacífico nordeste que primeiramente foi visto no Golfo de Tehuantepec, a cerca de 970 km a sul-sudoeste de Acapulco, México. O distúrbio moveu-se para oeste-noroeste a 15–25 km/h em condições ambientais aparentemente favoráveis. Além disso, a interação com a zona de convergência intertropical (ZCI) em 3 de agosto perturbou sua estrutura. O sistema ficou mais bem organizado em 4 de agosto, mas a convecção diminuiu novamente em 5 de agosto. Depois de encontrar uma pequena área de baixa pressão, o sistema começou a se desenvolver novamente e em 6 de agosto, o NHC observou que o sistema poderia se desenvolver para uma depressão tropical na mesma noite. O sistema continuou a mover-se para o oeste-noroeste a 15–25 km/h assim que a atividade de temporais continuava a aumentar.
Apesar das condições de altos níveis marginais, o sistema adquiriu uma quantidade suficiente de convecção profunda para que o sistema fosse classificado pelo NHC como depressão tropical Nove-E no final da noite de 8 de agosto, enquanto o sistema estava localizado a 2025 km a oeste-sudoeste do extremo sul da Península da Baixa Califórnia. depois de ser classificado, a depressão manteve duas bandas de tempestade; situado ao sul de uma crista de médios níveis, o sistema seguiu firmemente para oeste. Na tarde daquele dia, a depressão foi classificado pelo NHC como tempestade tropical Flossie.
Na manhã de 19 de agosto, a tempestade tinha bandas curvas e ciclônicas de tempestade bem definidas e correntes de ar deixando o sistema em todos as quatro quadrantes. Foi de expectativa que a tempestade continuasse a se fortalecer devido aos poucos ventos de cisalhamento e às águas mornas. A tempestade começou a desenvolver um olho no final daquele dia com boas correntes de ar deixando o sistema visível por imagens de satélite através de cirrus de altos níveis em todos os quadrantes. Em 10 de agosto, o olho ficou mais bem definido assim que a tempestade fortaleceu-se para um furacão. O furacão Flossie sofreu uma rápida intensificação naquela noite e se tornou um grade furacão na manhã de 11 de agosto pouco depois de cruzar o meridiano 140°O, adentrando na área de responsabilidade do CPHC.

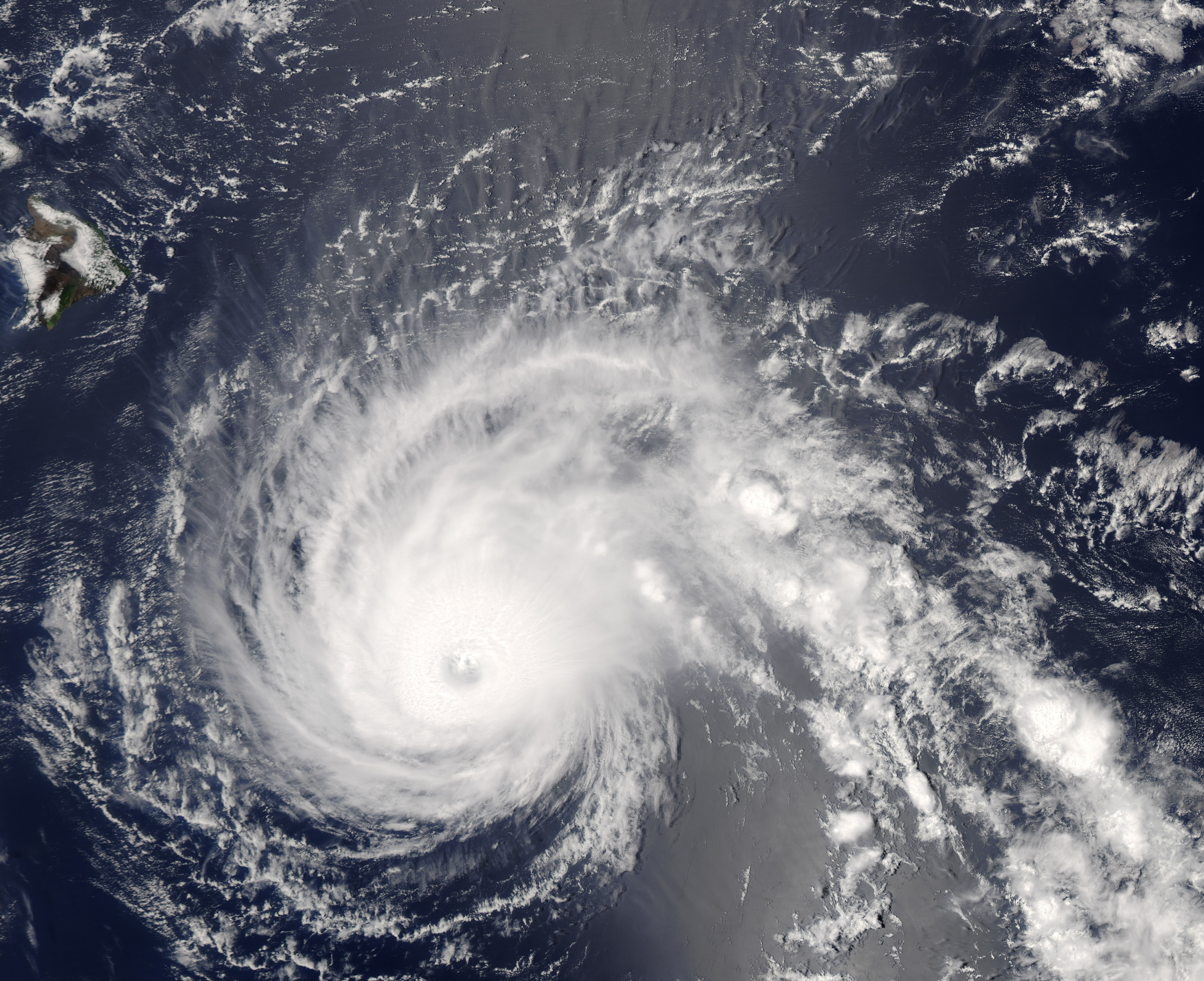
O furacão Flossie perto do Havaí

No Oceano Pacífico centro-norte, o furacão continuou a seguir para oeste, aproximando-se do Arquipélago do Havaí. Na tarde de 11 de agosto, os ventos de Flossie alcançaram um pico inicial de 220 km/h, mas em 12 de agosto, ventos de cisalhamento em fortalecimento começaram a restringir as correntes de ar que deixavam o furacão e fizeram Flossie se enfraquecer ligeiramente. Naquela noite, as correntes de ar que deixavam o sistema se consolidaram novamente e, apesar do que foi previsto, o furacão não perdeu sua força, permitindo um meteorologista do CPHC a observar que "o furacão Flossie não estava se entregando".
na manhã de 13 de agosto, o furacão Flossie começou a se enfraquecer,  assim que as condições ambientais começaram a ficar mais desfavoráveis. Naquela noite, a pressão atmosférica no centro de Flossie subiu para 970 mbar e os persistentes ventos de cisalhamento verticais atuaram na parede sul do olho que conseqüentemente entrou em colapso. embora o olho de Flossie tenha desaparecido de imagens de satélite, um radar e um avião de reconhecimento mostraram um olho parcial aberto a sudeste. Ventos de cisalhamento de 45 km/h destruíram a estrutura do furacão e restringiram as correntes de ar que saíam do sistema, que fizeram o furacão se enfraquecer ainda mais. Imagens de satélite mostraram porções da parede do olho descobertas novamente e um radar meteorológico mostrou uma falta de convecção de ar no semicírculo sudeste. Sob os efeitos das condições ambientais negativas, o olho de Flossie desapareceu novamente e Flossie enfraqueceu-se para uma tempestade tropical no final daquela noite (horário local). O último aviso foi emitido pelo CPHC em 16 de agosto A área de baixa pressão remanescente de Flossie dissipou-se no dia seguinte.

## Preparativos e impactos
O CPHC emitiu um alerta de furacão em 13 de agosto para Big Island, Havaí assim que o furacão aproximava-se sem se enfraquecer significativamente. Um furacão não atinge diretamente o Havaí desde o furacão Iniki em 1992. Depois, como o furacão seguiu ligeiramente mais ao norte e seu raio de ventos fortes expandiu-se, um aviso de tempestade tropical foi emitido para as mesmas áreas que previamente tinham um alerta de furacão. Consequentemente, o prefeito do Condado de Havaí, Havaí, declarou estado de emergência no final daquela manhã. A governadora do Havaí, Linda Lingle também emitiu uma declaração de emergência que ativou a guarda nacional do exército do Havaí antes da tempestade.
Os parques Punalu'u Beack Park, Whittington Beack Park e o extremo sul do arquipélago do Havaí, South Point, foram fechados em 13 de agosto A defesa civil do Condado de Havaí ordenou que todas as escolas fossem fechadas, incluindo a Universidade do Havaí, em Hilo e o colégio comunitário do Havaí. Também foram fechados os parques públicos em 14 de agosto. O Porto de Hilo também foi fechado.
O parque Punalu'u Beach Park e a localidade de Pohoiki foram atingidas por ondas de até 6,1 metros. Ventos sustentados de 65 km/h, com rajadas de 77 km/h, foram registradas no extremo sul do arquipélago do Havaí.